# 保加利亞人民軍
保加利亚人民军（羅馬化：Balgarska narodna armiya）是保加利亞人民共和國的武装力量。人民军下辖陆军、空军、防空、海军以及支援单位。保加利亚是华沙条约组织缔约国之一。1968年，保加利亚人民军和其他华约国家军队一同入侵捷克斯洛伐克（華約入侵捷克斯洛伐克）。除此之外，保加利亚人民军从未参与过任何作战行动。1990年，保加利亚人民军随保加利亚人民共和国一同解体，其后继者是保加利亞武裝部隊。